# 15-ös busz (Győr)
A győri 15-ös jelzésű autóbusz a Révai Miklós utca - Gyárváros - Audi-gyár - Ipari Park - Révai Miklós utca útvonalon közlekedik. A járatot a Volánbusz üzemelteti.

## Története
2022. április 9-től a 15-ös és 15A jelzésű járatok az Iparcsatorna feletti új hídon járnak, így gyorsabbá válnak, viszont a Likócsi híd megállóhelyet nem érintik.

## Közlekedése
Csak hétköznap, óránként közlekedik a reggeli és a délutáni csúcsidő között, illetve egy járat reggel 5.02 és 5.55-kor. Egyéb időszakban a 15A járattal lehet utazni a Révai Miklós utca és az Audi-gyár, 5-ös porta között.

## Útvonala
| Révai Miklós utca → Gyárváros → Audi-gyár → Ipari Park → Révai Miklós utca |
| --- |
| Révai Miklós utca – Révai Miklós utca – Városház tér – Szent István út – Bisinger József híd – Mártírok útja – Nagysándor József utca – Ipar utca – Mártírok útja – Dohány utca – Audi Hungária út – Kardán utca – Martin utca – Reptéri út – Hűtőház utca – Hecsei út – AUDI gyár, 5-ös porta – Hecsei út – Szentiváni út – Juharfa utca – Mandulafa sor – Berkenyefa sor – Gesztenyefa út – Juharfa utca – Nyírfa sor – Gesztenyefa út – Juharfa utca – Platánfa utca – Körtefa utca – Almafa utca – Tibormajori út – Tatai út – Fehérvári út – Szigethy Attila út – Tihanyi Árpád út – Nádor aluljáró – Kamara utca – Révai Miklós utca – Révai Miklós utca végállomás |

## Megállóhelyei
Az átszállási lehetőségek között az Audi-gyár 5-ös portáig közlekedő 15A busz nincs feltüntetve!
| 0  | Révai Miklós utca                                                                 | | Győr Helyi autóbusz-állomás, Bisinger József park, Posta, Városháza, Kormányablak |
| 1  | Városháza                                                                         | 1, 1A, 1B, 2, 2B, 5, 5B, 5R, 6, 7, 8, 8Y, 9, 9A, 11, 12, 12A, 12Y, 13, 13B, 14, 14A, 14B, 17, 17B, 18, 19, 19A, 21, 21B, 22, 22A, 22B, 22Y, 29, 30, 30A, 30B, 30Y, 31, 31A, 37, 38, 38A, 42 Távolsági járatok S10 G10 , IC, InterRégió, EC, EN, ER, gyorsvonat, expresszvonat, | Győr Városháza, 2-es posta, Honvéd liget, Révai Miklós Gimnázium, Földhivatal, Megyeháza, Győri Törvényszék, Büntetés-végrehajtási Intézet, Richter János Hangverseny- és Konferenciaterem, Vízügyi Igazgatóság, Zenés szökőkút, Bisinger József park, Kormányablak |
| 3  | Szent István út, Iparkamara                                                       | 6, 7, 8, 8Y, 9, 10, 11, 11Y, 12, 12A, 12Y, 13, 13B, 14, 14A, 14B, 16, 30, 30A, 30B, 30Y, 31, 31A, 42 | Győr-Moson-Sopron Vármegyei Kereskedelmi és Iparkamara, GYSZSZC Deák Ferenc Közgazdasági Szakgimnáziuma, Révai Parkolóház, Bisinger József park |
| 5  | Mátyás király tér                                                                 | 13, 13B, 14, 14A, 14B | Galgóczi Erzsébet Városi Könyvtár, Jézus Szíve Katolikus templom, Waldorf Általános Iskola és Gimnázium, Mátyás király tér |
| 7  | Ipar utca, ETO Park                                                               | 41 | ETO Park, Lukács Sándor Mechatronikai és Gépészeti Szakgimnázium, Szakközépiskola és Kollégium |
| 10 | Dohány utca, Kenvéd Kft.                                                          | | |
| 12 | Audi-gyár, főbejárat                                                              | 12, 12A, 12Y, 20, 20Y, 24, 30Y | Audi Hungaria Zrt. |
| 13 | Kardán utca, Audi-gyár, 3-as porta                                                | 12, 12A, 12Y, 20, 20Y, 24, 30Y | Audi Hungaria Zrt., RÁBA Járműipari Holding Nyrt. |
| 14 | Rába-gyár, személyporta                                                           | 12, 12A, 12Y, 20, 20Y, 24, 30Y | Audi Hungaria Zrt., RÁBA Járműipari Holding Nyrt. |
| 15 | Audi-gyár, 4-es porta                                                             | 12, 12A, 12Y, 20, 20Y, 24, 30Y | Audi Hungaria Zrt. |
| 17 | Oxigéngyári utca                                                                  | 12, 12A, 12Y, 20, 20Y, 24, 30Y | |
| 19 | Hecsepuszta                                                                       | 23, 30, 30A, 30B, 30Y, 31, 31A | |
| 22 | Audi-gyár, 5-ös porta                                                             | 12, 12Y, 24 | Audi Hungaria Zrt. |
| 25 | Ipari Park, felüljáró                                                             | 30B, 30Y | |
| 26 | Ipari Park, Csörgőfa sor                                                          | 25, 30Y, 38 | |
| 27 | Ipari Park, MAN Kft.                                                              | 25, 30Y, 38 | |
| 28 | Ipari Park, Propex Kft.                                                           | 25, 30Y, 38 | |
| 29 | Ipari Park, Innonet-központ                                                       | 25, 30Y, 38 | |
| 31 | Ipari Park, VT Mechatronics Kft. (Korábban: Ipari Park, STS Group Zrt. (Datamen)) | 25, 30Y, 38 | |
| 32 | Ipari Park, Körtefa utca, Doka Kft.                                               | 25, 38 | |
| 33 | Ipari Park, Spinex Kft. (Korábban: Ipari Park, Győri Keksz Kft.)                  | 25, 38 | |
| 34 | Ipari Park, Almafa utca, Czompa Kft.                                              | 25, 26, 28, 30Y, 38, 38A | |
| 35 | Ipari Park, Homokbánya út (Korábban: Ipari Park, Szinflex Plus Kft.)              | 25, 26, 28, 30Y, 38, 38A | |
| 36 | Ipari Park, E.ON Zrt.                                                             | 25, 26, 28, 38, 38A | |
| 37 | Tatai út, trafóház                                                                | 25, 26, 28, 38, 38A | |
| 40 | 81-es út, Zöld utca                                                               | 7, 17, 17B, 25, 27, 28 | |
| 42 | Szigethy Attila út, Fehérvári út                                                  | 7, 9, 9A, 13, 13B, 14, 14A, 14B, 17, 17B, 19, 19A, 20, 20Y, 23, 23A, 24, 25, 27, 28, 41 | Festékgyár, Adyvárosi sportcentrum, Barátság park |
| 44 | Szigethy Attila út 97. (Korábban: Szigethy Attila út, Kodály Zoltán utca)         | 7, 9, 9A, 17, 17B, 19, 19A, 20Y, 27 | GYMSZC Szabóky Adolf Szakiskolája, Szivárvány Óvoda, GYSZSZC Pálffy Miklós Kereskedelmi és Logisztikai Szakgimnáziuma és Szakközépiskolája |
| 45 | Török István utca                                                                 | 11, 11Y, 16, 37 | Kossuth Zsuzsanna Leánykollégium, Vásárcsarnok |
| 47 | Malom liget                                                                       | 9, 9A, 11, 11Y, 16, 19, 19A, 27, 32, 34, 36, 37 | Malom liget |
| 51 | Révai Miklós utca                                                                 | 1, 1A, 1B, 2, 2B, 5, 5B, 5R, 6, 7, 8, 8Y, 9, 9A, 11, 12, 12A, 12Y, 13, 13B, 14, 14A, 14B, 17, 17B, 19, 19A, 21, 21B, 22, 22A, 22B, 22Y, 29, 30, 30A, 30B, 30Y, 31, 31A, 37, 38, 38A, 42 Távolsági járatok S10 G10 , IC, InterRégió, EC, EN, ER, gyorsvonat, expresszvonat,     | Győr Helyi autóbusz-állomás, Bisinger József park, Posta, Városháza, Kormányablak |